# Karakara meksykańska
Karakara meksykańska (Caracara lutosa) – gatunek dużego ptaka z rodziny sokołowatych (Falconidae). Wymarły; ostatni raz widziany w 1903. Występował endemicznie na meksykańskiej wyspie Guadalupe na Pacyfiku.

## Taksonomia
Po raz pierwszy gatunek opisał Robert Ridgway. Opis ukazał się w 1. numerze Bulletin of the United States Geological and Geographical Survey of the Territories w 1876. Autor nadał nowemu gatunkowi nazwę Polyborus Lutosus. Zbadał 20 osobników, w tym 4 pisklęta. Obecnie (2020) akceptowana przez Międzynarodowy Komitet Ornitologiczny nazwa to Caracara lutosa. Niektórzy autorzy uznawali karakarę meksykańską i czarnobrzuchą (C. plancus) za jeden gatunek. 
W języku angielskim karakara meksykańska zwała się Guadalupe Caracara; osadnicy nazywali te ptaki „Quelelis”.

## Morfologia
Przybliżone wymiary według Ridgwaya (oryginalne podane w calach, przybliżenie do najbliższego 0,5 cm lub do 0,1 cm): długość skrzydła 38–41,5 cm, długość ogona: 26,5–29,5 cm, długość dzioba wzdłuż górnej krawędzi: 32–34 mm, długość skoku: 89–95 mm.
U dorosłego wierzch głowy, pokrywy skrzydłowe mniejsze, lotki II rzędu, pokrywy pierwszorzędowe, skrzydełko, zewnętrzna połowa lotek I rzędu i pasek na końcu ogona (szerokość 2,5–4 cm) czarnobrązowe, niekiedy całkowicie czarne. Pokrywy uszne, policzki i gardło brudnobiałe lub izabelowate. Pozostają część ciała pokrywają poprzeczne paski barwy ciemnobrązowej i białobrązowej lub izabelowatej. Najbardziej regularne są na spodzie ciała. Sterówki, poza paskiem na końcu ogona, są pokryte pasami tej samej barwy, co spód ciała; między nimi znajduje się popielaty, zygzakowaty pasek. Na głowie karakar meksykańskich znajdował się czubek – brązowy, a nie czarny, jak u kontynentalnych karakar. U jednego osobnika odłowionego przez Ridgwaya tęczówka była brązowa, a woskówka i nogi – „trupioblade z niebieskim nalotem”; u innego zaś woskówka miała barwę łososiową, a nogi – jasnożółtą.

## Zasięg występowania, ekologia i zachowanie
Endemit wyspy Guadalupe; według Chestera A. Reeda karakary meksykańskie zamieszkiwały również i pomniejsze, okoliczne wyspy. Na Guadalupe w momencie odkrycia zasiedlały całą wyspę. Prawdopodobnie karakary meksykańskie zamieszkiwały obszary otwarte. W ich diecie ważne były gąsienice. Edward Palmer w 1875 jako pierwszy ornitolog odwiedził tę wyspę (Ridgway odniósł się do zasięgu podanego właśnie przez Palmera). W odniesieniu do obrony terytoriów tych karakar, Palmer napisał o nich tak:

Te ptaki są okrutne do granic możliwości, a tortury, jakie nieraz wymierzają tym bezbronnym zwierzętom, są bolesne dla świadka

Autor wspomniał, że atakowały kury i inne zwierzęta domowe. Zabijały również koźlęta, oddzielając te najsłabsze; według autora zdziczałe kozy broniły się lepiej przed atakami karakar.

### Lęgi
Ridgway pisklęta odłowił 10 maja i 11 kwietnia; Chester A. Reed wspomniał o dwóch jajach zebranych 8 czerwca. Znajdowały się w gnieździe z patyków osadzonym na dużym kaktusie. Miały składać 3 jaja, nakrapianiem skorupki podobne do mewich. Upierzenie piskląt było w większości izabelowate, jasne, lub białobrązowe; w okolicy barkówek znajdowała się brązowa plama (według autora – w odcieniu umbry), łącząca się z drugą na skrzydle (dokładniej – na kości promieniowej i łokciowej).

## Status i przyczyny wymarcia
Gatunek wymarły. Karakara meksykańska była widziana po raz ostatni w 1903. Gwadelupę pokrywała niegdyś gęsta roślinność, która została mocno uszkodzona przez zjadanie i wydeptywanie przez kozy. Ponadto do wymarcia przyczyniło się szczególnie tępienie tych ptaków przez osadników, którzy strzelali i truli te ptaki.